# Greensburg (Kansas)
Pour les articles homonymes, voir Greensburg.
La ville américaine de Greensburg est le siège du comté de Kiowa, dans le sud-ouest de l'État du Kansas. Elle abrite la majorité de la population du comté. En 2000, celle-ci atteignait 1 574 habitants. En 2010, la population était de 777 habitants.

## Histoire
Greensburg a été baptisée d'après D. R. « Cannonball » Green, qui possédait une compagnie de diligences et qui participa à la fondation de la cité. 

### Tornade du 4 mai 2007

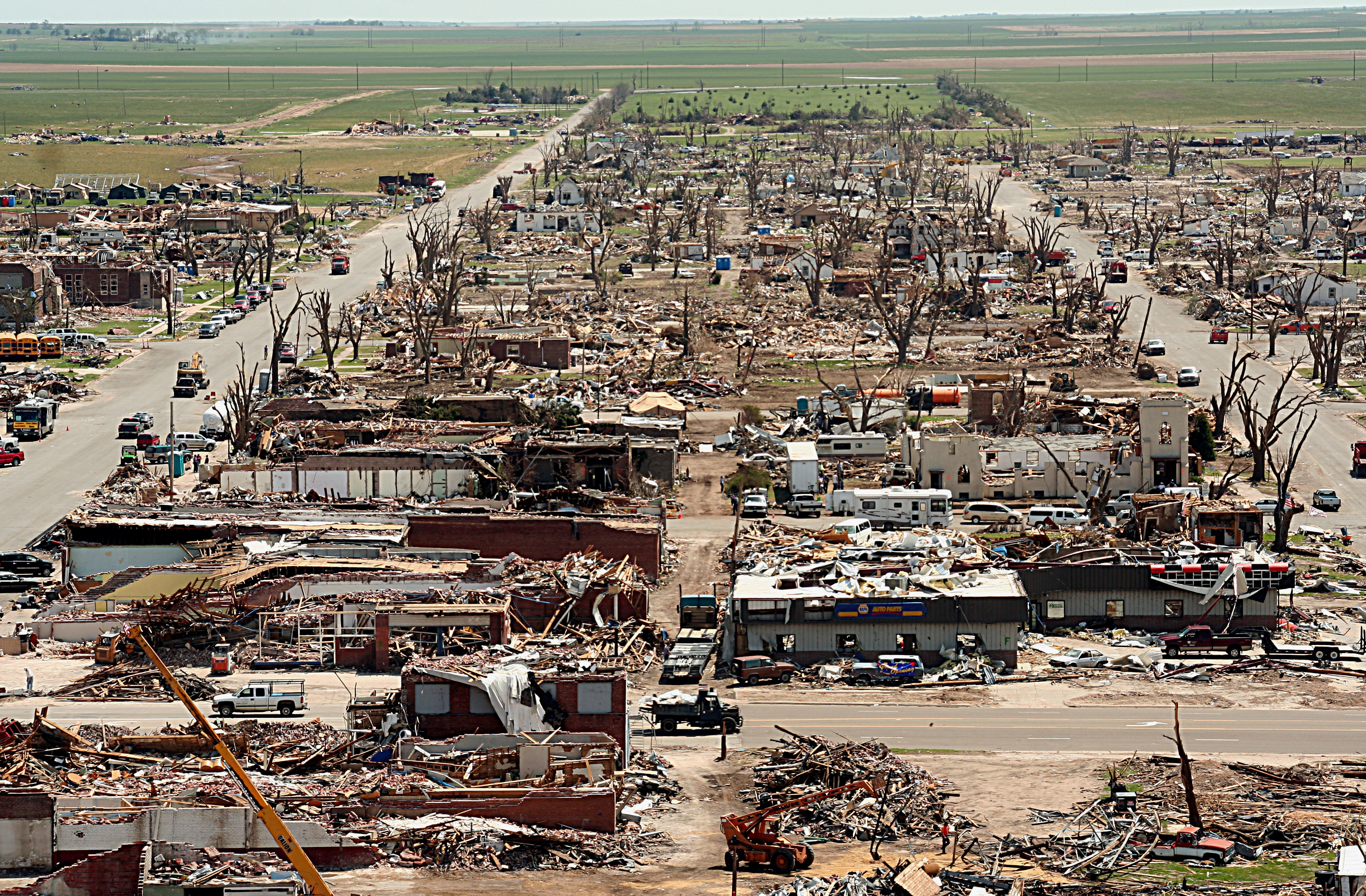
La ville de Greensburg, douze jours après la dévastation

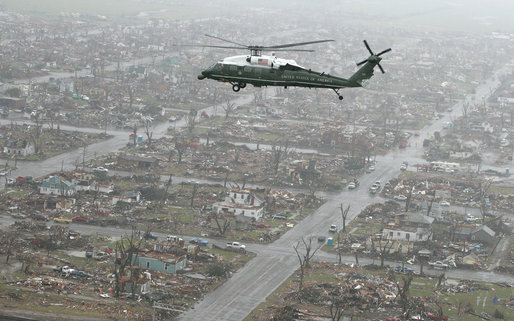
George W. Bush survolant à bord de Marine One la ville de Greensburg le 9 mai 2007.

La ville se trouve dans la Tornado Alley, un grand couloir s'étendant sur plusieurs États du centre des États-Unis, propice aux tornades.
À 21 h 45, le 4 mai 2007, la ville a été frappée par une tornade de puissance F5, d'une largeur estimée à 2,7 km et qui a parcouru environ 35 km. Le National Weather Service a calculé que les vents de la tornade avaient atteint 330 km/h. C'était la première tornade à être classé EF5 depuis la réévaluation de l'échelle de Fujita et depuis la dernière F5 de l'ancienne échelle qui avait frappé la ville de Moore, l'une des violentes tornades de l'Oklahoma du 3 mai 1999. 
Les sirènes d'alerte aux tornades de la ville sonnèrent environ 20 minutes avant l'arrivée de celle-ci ; l'état d'urgence fut déclenché immédiatement ce qui limita le nombre de victimes. 95 % de la ville furent détruits et les 5 % restants sévèrement endommagés. Le gouverneur du Kansas Kathleen Sebelius et le président George W. Bush déclarèrent le comté de Kiowa zone sinistrée, permettant à la zone de bénéficier de l'aide fédérale.

## Greensburg, ville verte
Le conseil de la ville a choisi de reconstruire tous les bâtiments municipaux suivant le plus haut degré (platinum) du label national écologique LEED. Il s'agit de la première localité des États-Unis à l'avoir fait. Ensuite, la ville a décidé la construction d'une centrale électrique à éolienne. Pour financer ses différents projets, la municipalité a fait appel à des fonds fédéraux mais également privés, sollicitant les entreprises souhaitant s'associer à ce laboratoire écologique urbain. Ainsi, la société californienne de fabrication de puces électroniques Sun Chip, dont l'usine fonctionne à l'énergie solaire, a financé la pépinière d'entreprises de la ville. Le fabricant de machines agricoles John Deere et le constructeur automobile General Motors ont érigé deux points de vente suivant la norme LEED Platinum, les premiers du pays. Un créateur de maisons écologiques devrait également s'installer à Greensburg.
La ville a aussi fortement encouragé les habitants à rebâtir leurs habitations suivant des normes environnementales. Aucun règlement n'est imposé aux particuliers, la mairie craignant que cela ne les dissuade. Elle a préféré, avec l'aide d'une association à but non lucratif, Greensburg Greenstown, leur apprendre le mode de vie écologique et les inciter à la construction verte en mettant en avant, entre autres, les avantages financiers. Ainsi, on estime qu'une famille pourrait économiser entre 200 et 400 dollars par mois sur le chauffage, l'eau ou l'électricité. En 2008, une cinquantaine de maisons avaient été reconstruites, toutes écologiques.

## Source
- (en) Cet article est partiellement ou en totalité issu de l’article de Wikipédia en anglais intitulé « Greensburg, Kansas » (voir la liste des auteurs).